# 소계정
소계정(小溪亭)은 대한민국 대구광역시 달성군에 있는 누정이다. 1995년 5월 12일 대구광역시의 문화재자료 제31호로 지정되었다.

## 개요
석재준(1866∼1945)의 공을 기리기 위해 1923년 제자들이 지은 것으로, 호를 따라 ‘소계정’이라 부른다. 석재준은 학당을 열어 문하생들이 오랑캐의 풍속에 물들지 않게 하고 선비정신을 일깨워준 인물이다. 건물 규모는 앞면 3칸·옆면 1칸 반이며, 지붕은 옆에서 볼 때 여덟 팔(八)자 모양인 팔작지붕으로 꾸몄다.

## 현지 안내문
이 건물은 향리에서 후학양성에 힘쓴 소계 석재준을 기리기 위해 1923년 그의 제자들이 건립한 것으로, 그의 호를 따서 소계정이라 하였다. 
이 정자는 정면 3칸, 측면 1칸반 규모의 팔작지붕으로, 평면은 가운데에 마루를 두고 양옆에 방을 둔 영남지방의 일반적인 정자 형태를 취하고 있다.

## 참고 자료
- 소계정 - 국가유산청 국가유산포털